# David Baird

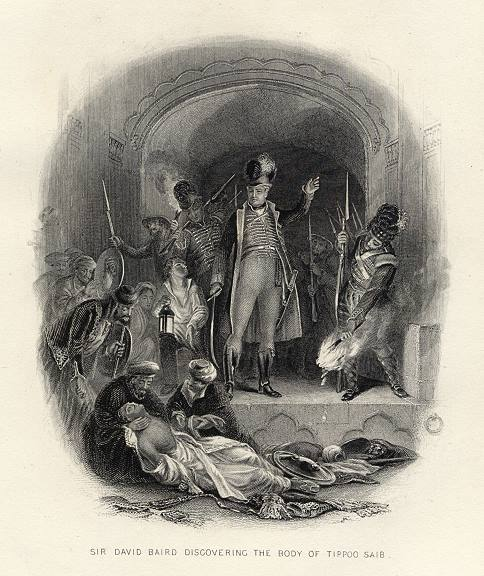
SirDavid Baird Discovering Body of Tipoo Saib. Illustrated History of The British Empire in India and the East, 1878. Steel engraved print.

David Baird, 1st Baronet GCB (Newbyth House (Haddingtonshire, Schotland), 6 december 1757 – ?, 18 augustus 1829) was een Brits generaal.
De in Schotland geboren Baird trad in 1772 in militaire dienst. In 1779 werd hij uitgezonden naar de kolonie Madras in Brits-Indië om onder Hector Munro te dienen. Tijdens de tweede oorlog met Mysore werd Baird gevangengenomen door de troepen van Haider Ali. Hij bleef vijf jaar in gevangenschap.
In 1801 verjoeg hij de door Napoleon achtergelaten Fransen uit Egypte. Het leverde hem de Ottomaanse Orde van de Halve Maan op. Als luitenant-generaal veroverde hij in 1806 de Nederlandse of Bataafse Kaapkolonie op generaal Jan Willem Janssens in de Slag bij Blaauwberg.

## Militaire loopbaan
- Private: 1772
- Captain: 1779
- Major: in 1787
- Lieutenant-colonel: in 1790
- Colonel: in 1795
- Brigadier-general:
- Major-general: in 1798
- Lieutenant-general: 1805 – 1806
- General: 1814

## Decoraties
- Baronet in 1909
- Ridder Grootkruis in de Orde van het Bad in 1909
- Ridder in de Orde van het Bad in 1804
- Orde van de Halve Maan (Turkije)

- Gemeinsame Normdatei: 118937553
- International Standard Name Identifier: 0000 0000 4659 5944
- Library of Congress Control Number: nr90011876
- Nationale Bibliotheek van Israël: 987007456428805171
- SNAC: w6mw2gkj
- Virtual International Authority File: 45101295
- WorldCat: E39PBJfx4hbhCrqHh7FGfBm8G3